# Samtgemeinde Velpke
La comunità amministrativa di Velpke (Samtgemeinde Velpke) si trova nel circondario di Helmstedt nella Bassa Sassonia, in Germania.

## Suddivisione
Comprende 5 comuni:
1. Bahrdorf
2. Danndorf
3. Grafhorst
4. Groß Twülpstedt
5. Velpke

Il capoluogo è Velpke.